# NGC 7793
NGC 7793 (другие обозначения — PGC 73049, ESO 349-12, MCG -6-1-9, AM 2355-325, IRAS23552-3252) — галактика в созвездии Скульптор; принадлежит группе Скульптора — одной из ближайших групп галактик к Местной группе. Этот объект входит в число перечисленных в оригинальной редакции «Нового общего каталога».

## Характеристики
Галактика находится на расстоянии около 13 миллионов световых лет от Земли и является одной из самых ярких в группе Скульптора. NGC 7793 имеет спиральные рукава, однако они слабо выражены из-за большого количества скоплений пыли и газа. В структуре галактики был обнаружен микроквазар — система, содержащая чёрную дыру, которая поглощает материю звезды-компаньона. Большинство микроквазаров находятся в центре галактик, однако данный объект расположен в диске NGC 7793.
В галактике была зарегистрирована вспышка сверхновой SN 2008bk в 2008 году.

## Галерея

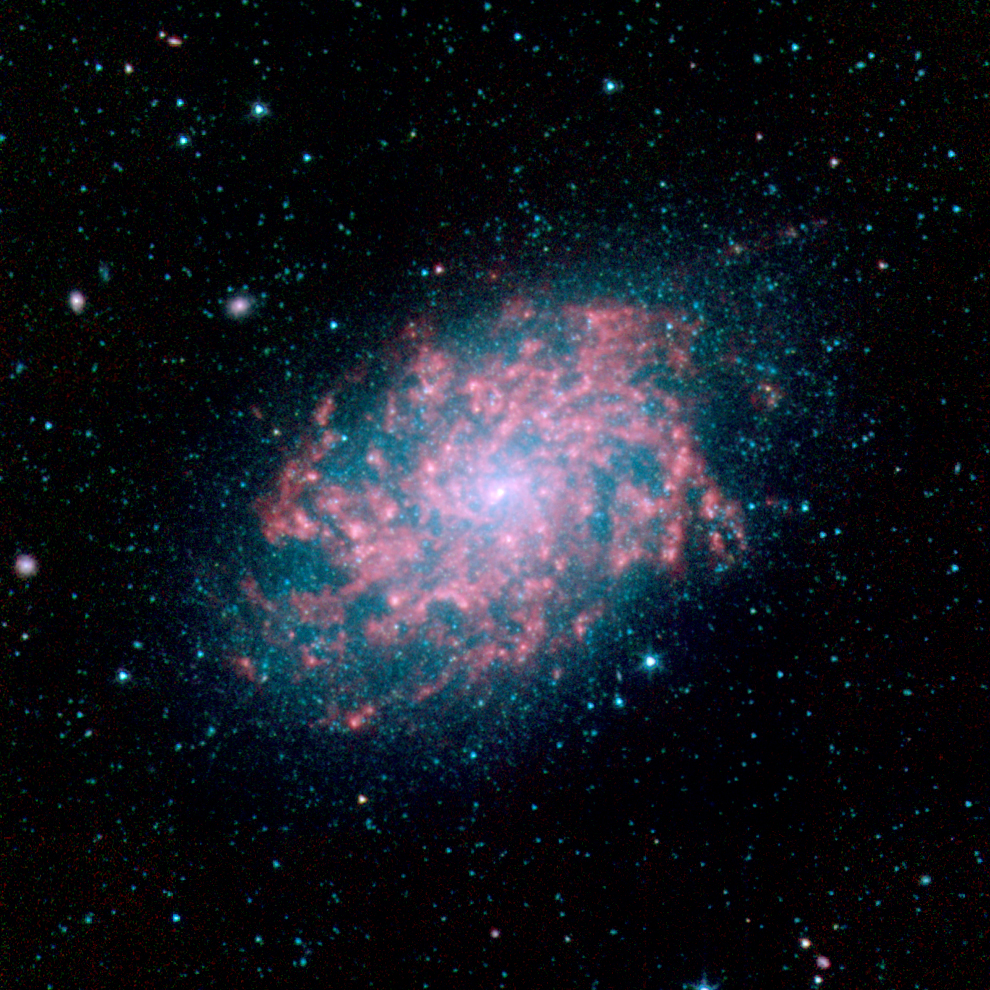
Фотография телескопа Спитцер
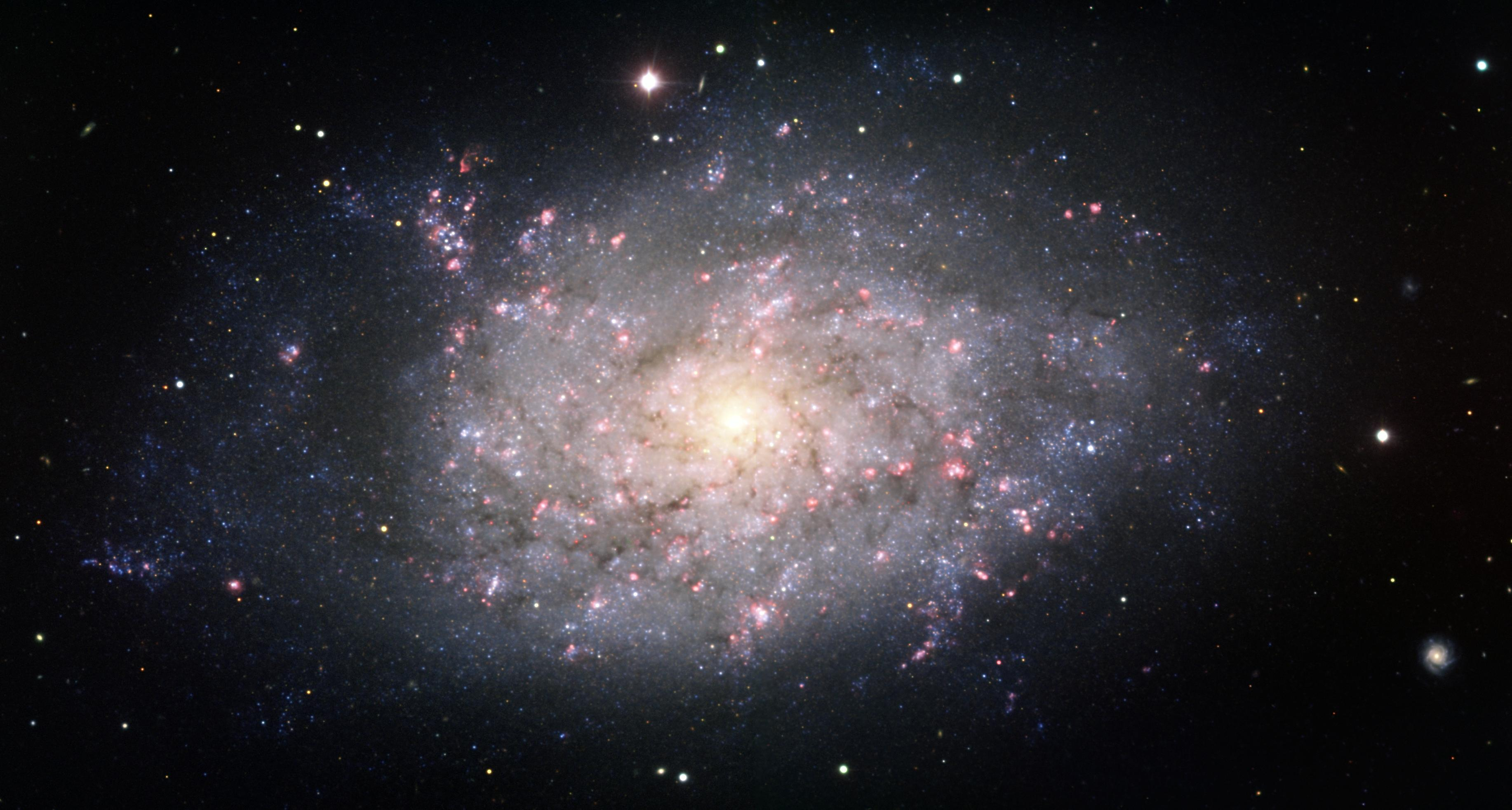
Фотография телескопа VLT
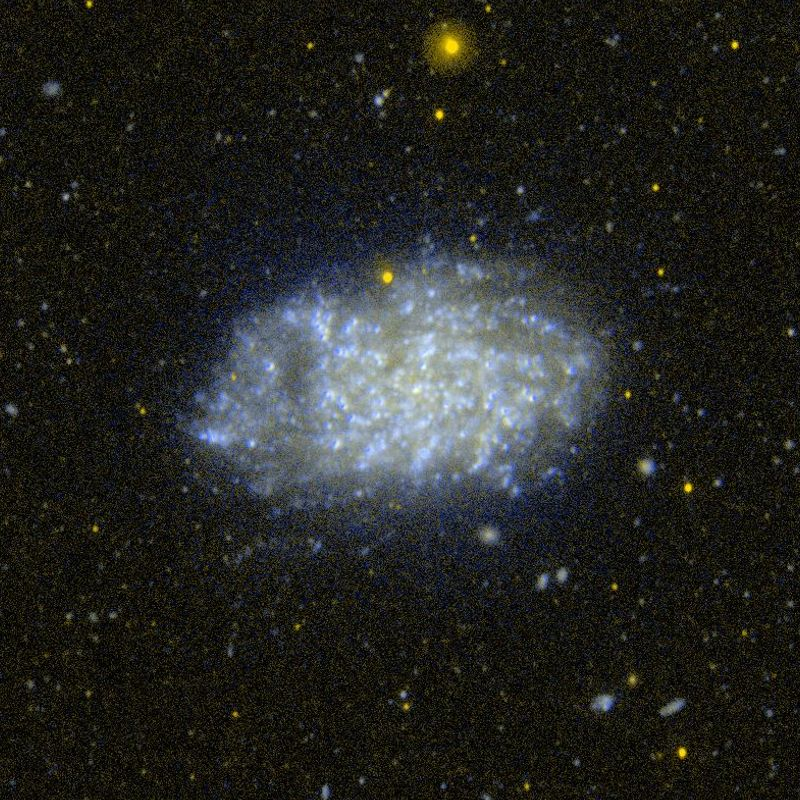
Фотография телескопа GALEX